# Šamtala
Šamtala (316 m n. m.) je vrch v okrese Kolín Středočeského kraje. Leží asi 1 km jihozápadně od obce Vitice, s vrcholem na katastrálním území obce Krupá a svahy na území Vitic a vsi Chotýš.

## Geomorfologické zařazení
Geomorfologicky vrch náleží do celku Středolabská tabule, podcelku Českobrodská tabule, okrsku Bylanská pahorkatina a podokrsku Tismická tabule.

## Přístup
Automobilem se dá nejblíže dopravit do Chotýše. Na vrchol nevede žádná cesta.